# 北歐綠色左派聯盟
北歐綠色左派聯盟（英語：Nordic Green Left Alliance，缩写为NGLA）是北歐的一个民主社会主义跨国政黨聯盟，2004年2月1日於冰島雷克雅維克成立。

## 成员
目前，该组织的成員有：
- 丹麦 社会主义人民党
- 丹麦 团结名单—红绿联盟
- 丹麦 替代
- 法罗群岛 共和
- 芬兰 左翼聯盟
- 格陵兰 因纽特人共同体
- 冰島 左翼运动—绿色候选人
- 挪威 社会主义左翼党
- 挪威 红党
- 瑞典 左翼黨

在歐洲議會，芬蘭左翼聯盟、瑞典左翼黨和丹麦团结名单—红绿联盟的議員加入欧洲议会左翼—GUE/NGL党团，丹麥社會主义人民黨的議員则加入绿党/欧洲自由联盟党团。

## 当选代表

### 歐洲機構
| 組織       | 機構                        | 席位数  |
| ---------- | --------------------------- | ------- |
| 欧洲联盟   | 歐盟執委會                  | 0 / 27  |
| 欧洲联盟   | 歐洲理事會 （政府首腦）     | 0 / 27  |
| 欧洲联盟   | 歐洲理事會 （參與各國政府） | 0 / 27  |
| 欧洲联盟   | 歐洲議會                    | 5 / 736 |
| 歐洲委員會 | 議會大會                    | 3 / 318 |

## 外部連結
- 官方網站（页面存档备份，存于）